# Jean-Jacques Castex

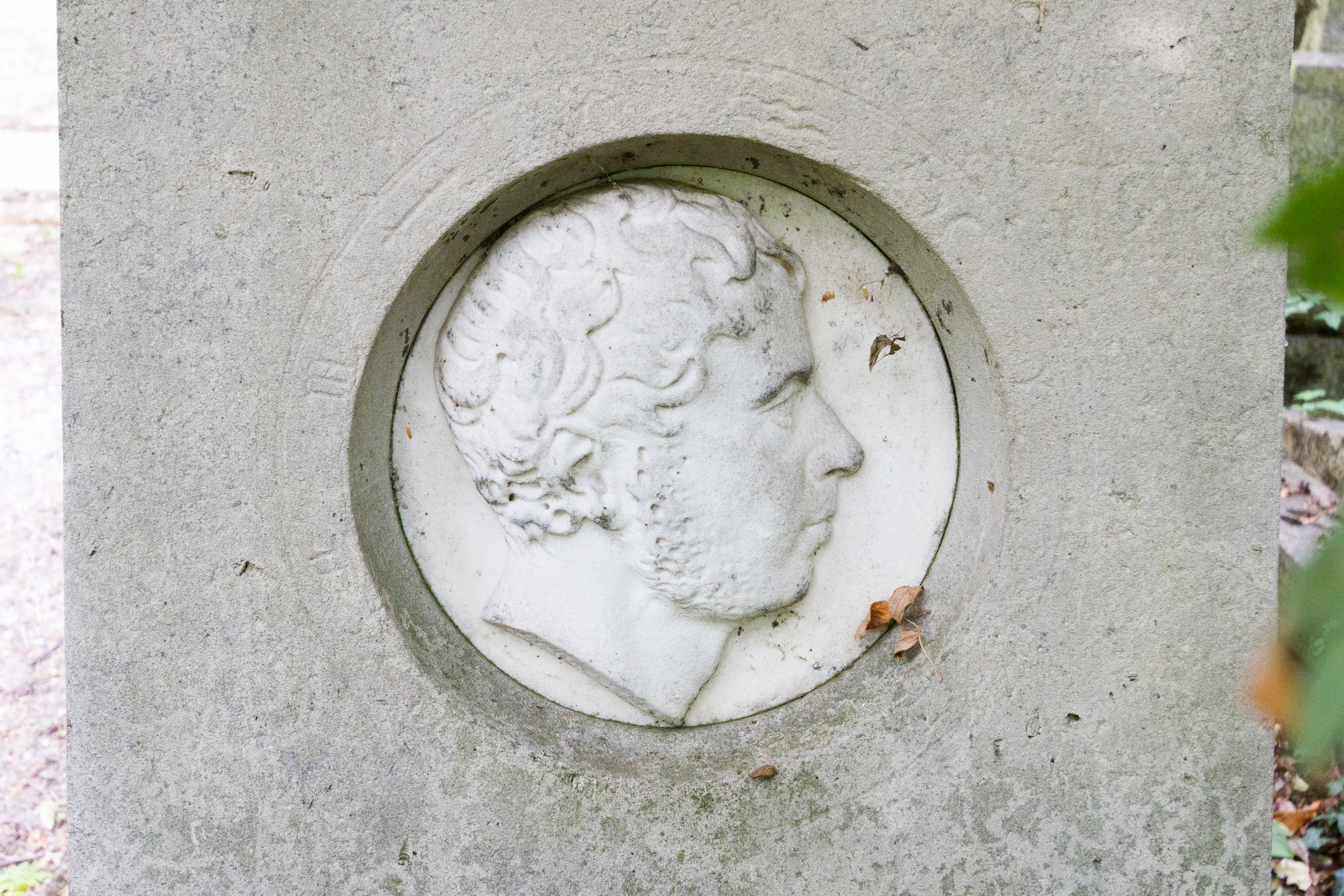
Medaillon aus Marmor am Grab von Jean-Jacques Castex

Jean-Jacques Castex (* 9. April 1731 in Toulouse, Département Haute-Garonne; † 1822 in Paris) war ein französischer Bildhauer.

## Leben
Castex wurde 1798 auf Wunsch des Direktoriums Mitglied der Commission des sciences et des arts. Als solcher begleitete er Napoleon Bonaparte auf dessen ägyptischem Feldzug.
Castex unternahm mehrere Reisen durch Ägypten, um die Ruinen zu untersuchen. Bis heute ist er bekannt für sein Wachsmodell, das er von den Zodiaque de Dénderah, einem altägyptischen Zyklus von Tierkreisen, angefertigt hat. Um die Inschriften am Tempel von Philae machte sich Castex ebenfalls verdient.
Seine Skizzen und Bilder, die dabei entstanden, wurden 1819 anlässlich der Ausstellung des Salon de Paris mit großem Erfolg gezeigt.
Trotz dieser Arbeiten, die auch in die Description de l’Égypte mit einflossen, konnte Castex weder künstlerisch noch wirtschaftlich nach „seinem ägyptischen Abenteuer“ wieder in Frankreich Fuß fassen. Er starb 1822 im Hospital Hôtel-Dieu (Paris) in völliger Armut.